# Al Jaish Football Club
Pour les articles homonymes, voir Al Jaish.
Maillots
Le Al Jaish Football Club Irak (en arabe : نادي الجيش الرياضي العراقي لكرة القدم), plus couramment abrégé en Al Jaish, est un club irakien de football fondé en 1974 et basé à Bagdad, la capitale du pays.

## Palmarès
| Compétitions nationales |
| --- |
| - Championnat d'Irak (1) : - Champion : 1983-84. - Coupe d'Irak (2) : - Vainqueur : 1980 et 1983. - Finaliste : 1979, 1987, 1991 et 1995. |

## Anciens joueurs
- Abdul Fatah Nussayef